# Mayeyi

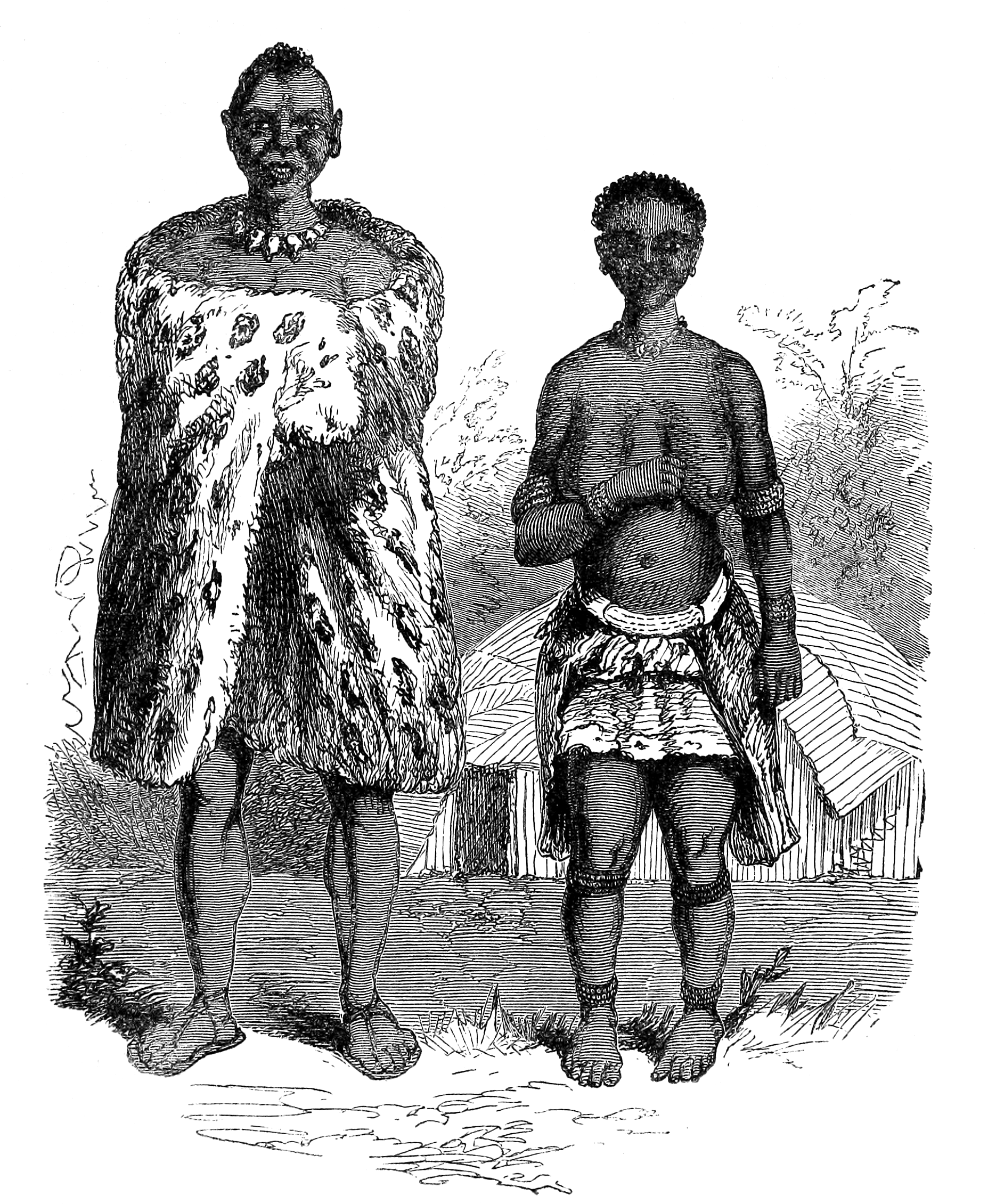
Mayeyi (1861)

Die Mayeyi, auch Mayayi bzw. MaYeyi, seltener auch Yeyi oder Bayei, sind ein Clan der Lozi in Namibia. Ihre Zahl betrug 2023 knapp 7000.
Die Mayeyi gehören zu den Caprivianern, die in der ehemals gleichnamigen Region Sambesi im äußersten Nordosten des Landes leben.
Sie werden von einem König, dem Shikati, seit 1993 Boniface Lutibezi Shufu, angeführt. Dieser steht der Traditionellen Verwaltung mit Hauptsitz in Sangwali vor. Die Yeyi sprechen Shiyeyi.
Kultureller Höhepunkt der Mayeyi ist das alljährliche Batshara Batshapi.

## Geschichte
Die Geschichte der Mayeyi lässt sich bis ins Jahr 200 zurückverfolgen. Bis 305 sollen sie aus dem Kongo in ihr heutiges Siedlungsgebiet gezogen sein. Sie siedelten in der Umgebung von Linyanti, zogen aber unter König Hankuze Mitte des 18. Jahrhunderts ins Okavango-Delta (heute in Botswana), ehe sie in den Caprivizipfel nach Linyanti und Sangwali zurückkehrten.